# Tirur
Tirur è una suddivisione dell'India, classificata come municipality, di 53.650 abitanti, situata nel distretto di Malappuram, nello stato federato del Kerala. In base al numero di abitanti la città rientra nella classe II (da 50.000 a 99.999 persone).

## Geografia fisica
La città è situata a 10° 54' 0 N e 75° 55' 0 E e ha un'altitudine di 1 m s.l.m..

## Società

### Evoluzione demografica
Al censimento del 2001 la popolazione di Tirur assommava a 53.650 persone, delle quali 25.903 maschi e 27.747 femmine. I bambini di età inferiore o uguale ai sei anni assommavano a 7.263, dei quali 3.785 maschi e 3.478 femmine. Infine, coloro che erano in grado di saper almeno leggere e scrivere erano 42.796, dei quali 21.055 maschi e 21.741 femmine.